# مارجری گیتسون
مارجری گیتسون (انگلیسی: Marjorie Gateson؛ ۱۷ ژانویهٔ ۱۸۹۱ – ۱۷ آوریل ۱۹۷۷) بازیگر اهل ایالات متحده آمریکا بود.
از فیلم‌ها یا برنامه‌های تلویزیونی که وی در آن نقش داشته است، می‌توان به بانوی اول و راه شیری اشاره کرد.